# Mary Slessor
Mary Mitchell Slessor (* 2. Dezember 1848 in Gilcomston, Aberdeen; † 13. Januar 1915 in Calabar) war eine schottische Missionarin, die in Nigeria arbeitete. Ihre Arbeit und starke Persönlichkeit ermöglichten es ihr, bei den Einheimischen akzeptiert zu werden und Vertrauen zu gewinnen, während sie das Evangelium verkündigte, einheimischen Kindern half und für Frauenrechte einstand. Ihr ist es zu verdanken, dass die Efik aufhörten, Zwillinge zu töten.

## Jugend

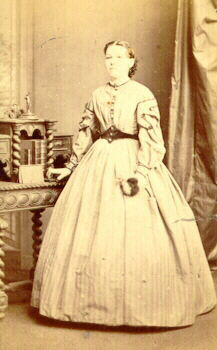
Mary Slessor

Mary Slessor wurde als zweites von fünf Kindern in eine arme Arbeiterfamilie geboren. Ihr Vater Robert Slessor war ursprünglich aus Buchan und übte den Beruf eines Schuhmachers aus. Im Jahre 1859 zog ihre Familie nach Dundee, um Arbeit zu finden. Beide Eltern arbeiteten in der Baxter Brothers' Mill, und als Mary elf Jahre alt war, fing sie an, halbtags in der Fabrik zu arbeiten. Das heißt, dass sie den halben Tag in der Schule verbrachte, die durch die Fabrikbesitzer finanziert wurde, und die andere Hälfte des Tages auf Arbeit.
Die Slessors lebten in einem der Elendsviertel von Dundee. Marys Vater verstarb an einer Lungenentzündung; auch ihre beiden Brüder starben und ließen Mary, ihre Mutter und zwei Schwestern zurück. Als Mary 14 Jahre alt war, war sie bereits eine sehr begabte Jute-Arbeiterin. Sie arbeitete von 6 bis 18 Uhr mit einer Stunde Pause für Frühstück und Mittagessen.
Ihre Mutter war eine engagierte Presbyterianerin, die jede Ausgabe der Missionary Record, eines Magazins der United Presbyterian Church, las, das monatlich erschien und die Leser über Aktivitäten und Bedürfnisse informierte. Slessor entwickelte ein Interesse an Religion und als eine Mission in Quarry Pend eröffnet wurde, wollte sie anfangen, dort zu unterrichten. Sie war 27 Jahre alt, als sie von David Livingstones Tod hörte und beschloss, in seine Fußstapfen zu treten.

## Missionarische Laufbahn
Mary Slessor bewarb sich beim United Presbyterian Church’s Foreign Mission Board. Nach einer Ausbildung in Edinburgh begann ihre Reise am 5. August 1876. Etwa einen Monat später kam sie in Westafrika an. Slessor, 28 Jahre alt, rote Haare mit hellblauen Augen, wurde der Calabar-Region zugeteilt, in der die Efik lebten. Sie wurde vor der traditionellen westafrikanischen Religion der Einwohner gewarnt, insbesondere dem Aberglauben im Zusammenhang mit der Geburt von Zwillingen. Für drei Jahre lebte Slessor in dem Missionsverbund, während sie für die Mission in Old Town und Creek Town arbeitete. Sie wollte tiefer ins Inland von Calabar, jedoch infizierte sie sich mit Malaria und war gezwungen, zur Genesung nach Schottland zurückzukehren. Sie verließ Calabar 1879. Nach einem 16-monatigen Aufenthalt in Schottland war es ihr möglich, nach Afrika zurückzukehren. Ihre neue Arbeit lag drei Meilen weiter im Inland, in Old Town. Um zu sparen, erlernte sie das einheimische Essen zu kochen. Einen Großteil ihres Einkommens sandte sie nach Schottland zu ihrer Mutter und ihrer Schwester.
Zu den Problemen, mit denen Slessor als junger Missionar konfrontiert wurde, gehörten der Mangel an westlicher Bildung sowie weit verbreitete Menschenopfer beim Tod eines Dorfältesten, von dem man glaubte, dass er Diener und Gefolgsleute brauchte, um ihn ins Jenseits zu begleiten.
Die Geburt von Zwillingen wurde als bösartiger Fluch angesehen. Die Einheimischen befürchteten, dass eines der Kinder einen bösen Geist als Vater hatte, und die Mutter sich einer großen Sünde verschuldet hatte. Da sie nicht in der Lage waren herauszufinden, welches der beiden Kinder den bösartigen Geist als Vater hatte, ließen sie oftmals beide Babys im Busch zurück. Slessor adoptierte alle Kinder, die sie zurückgelassen im Busch fand. Einst rettete Mary ein Zwillingspaar, einen Jungen und ein Mädchen, allerdings überlebte der Junge nicht. Sie nannte das Mädchen Janie und nahm sie als Tochter an.
Nach drei Jahren musste Slessor aufgrund von gesundheitlichen Problemen zurück nach Schottland. Sie nahm Janie mit sich. Die nächsten drei Jahre kümmerte sich Mary um ihre kranke Mutter und Schwester, erzog Janie und sprach in vielen Gemeinden über ihre Erlebnisse in Calabar.
Nach dieser Auszeit kehrte Slessor zurück nach Calabar, wo sie hunderte Zwillinge aus dem Busch rettete. Sie half, Kranke zu heilen und stoppte den Brauch der Einheimischen, Gift zu trinken, um einen Schuldigen herauszufinden. Als Missionarin besuchte sie andere Stämme und verkündigte die frohe Botschaft von Jesus Christus. Während des dritten Besuchs in Calabar erreichte sie die Nachricht vom Tod ihrer Mutter und ihrer Schwester.
Slessor half bei der Gründung von „Hope Wadell Training Institute“ in Calabar, welches eine berufliche Ausbildung für Efiks anbietet.

## Leben unter den Okoyong und Efik
Im August 1888 reiste Mary in den Norden nach Okoyong, einer Gegend, in der männliche Missionare zuvor umgebracht wurden. Sie dachte sich, dass ihre Lehren und die Tatsache, dass sie eine Frau war, weniger beängstigend für die Stämme sein würden. 15 Jahre lebte sie mit den Okoyong und den Efiks. Sie lernte die Sprache der Einheimischen, schloss Freundschaften und wo auch immer sie hinkam wurde sie für ihren Pragmatismus und ihren Humor bekannt. Slessor lebte ein einfaches Leben in einem traditionellen Haus mit Efiks. Ihr Ruf verbreitete sich in Großbritannien und sie wurde als „weiße Königin der Okoyong“ bekannt.
1892 wurde Mary zur Vize-Konsulin in Okoyong, verantwortlich für das Einheimischengericht. 1905 wurde sie zur Vize-Präsidentin des Ikot Obong Einheimischengerichts.
1913 wurde ihr der Order of Saint John verliehen. Sie litt unter gesundheitlichen Problemen, blieb aber in Calabar, wo sie am 13. Januar 1915 verstarb.